# Una tal Dulcinea
Una tal Dulcinea es una obra de teatro de Alfonso Paso estrenada en el Teatro Recoletos, de Madrid, el 3 de junio de 1961.

## Argumento
El matrimonio formado por Juan y Marcela comienza a quebrarse. Les separa su distinto carácter: él es romántico y un soñador que imagina vivir en 1547; ella es prosaica y realista. Para mantener viva la llama, Marcela organiza una pantomima en un castillo medieval que acaba de heredar, y se hace pasar por la dama de una leyenda del siglo XVI para que su marido recupere la ilusión.

## Representaciones destacadas
- Teatro (estreno, en 1961). Dirección: Gustavo Pérez Puig. Intérpretes:  Maite Blasco, Ramón Corroto, José María Rodero, José María Escuer, José María Vilches, Antonio Martínez.
  - Estreno en Barcelona (Teatro Talía, 1961). Cambios en el elenco: Rodero es sustituido por Guillermo Marín, y Blasco por Lina Canalejas.
- Cine (España, 1963). Dirección: Rafael J. Salvia. Intérpretes: Susana Canales, Juanjo Menéndez, Lina Morgan, Félix Dafauce, Manuel Peiró, Paco Camoiras, Laly Soldevila, César del Campo.
- Televisión (Primera fila, TVE, 1965). Intérpretes: José María Rodero, María Fernanda D'Ocón, Jesús Puente, José María Escuer, Sancho Gracia, Álvaro de Luna.